# Bátori Mária
A Bátori Mária Erkel Ferenc egyik kétfelvonásos operája. Szövegkönyvét Egressy Béni írta Dugonics András azonos című színdarabja alapján. Ősbemutatójára 1840. augusztus 8-án került sor a pesti Nemzeti Színházban.

## Az opera története
Az opera ősbemutatója 1840. augusztus 8-án zajlott le, és minden addigi sikert felülmúlt. Az 1837 óta működő Pesti Magyar Színház e darab premierje óta viselte a Nemzeti Színház nevet. A sajtóvisszhangok is rendkívül kedvezőek voltak: a Honművész augusztus 13. számának kritikája németes operának nevezte a Bátori Máriát, amelyben a magyar elemek csak betétként hangzanak el, és túl sokszor ismétlődnek. A kritika hangsúlyozta, hogy a hősnő szájába adta Erkel a legszebb dallamokat, de hatástalannak érezte az opera befejezését.
Sorozatos megbetegedések miatt a második előadásra csak augusztus utolsó napján került sor. Ezúttal a Pester Tageblatt írt róla részletes elemzést, amely arra a megállapításra jutott, hogy Erkelnek sikerült operai magaslatra emelni a nemzeti muzsikát. Vahot Imre már ekkor ellenezte történelmi személyek operákban való szerepeltetését. Toldy Ferenc úgy látta, hogy a Bátori Mária alkalmas rá, hogy a műfaj magyar történetét megkezdjük vele.
Az ősbemutató után a zeneszerző tovább alakította operáját: 1841-ben készítette el a mű nyitányát, még ugyanebben az évben István herceg kapott egy kétrészes áriát az első felvonásban. 1852-ben Luise Liebhardt (1828–1899), magyarországi vendégszereplése alkalmával, énekelte a címszerepet. Az ő tiszteletére írta Erkel Mária második felvonásbeli cabalettáját. Végül az opera zárlatát is megváltoztatta a szerző: az ősváltozatban még alig kapott szerepet a kórus, míg a második változatot lendületes bosszúkórus zárja.
A mű a korabeli viszonyok között igen magas előadásszámot ért meg: összesen harminckét komplex és négy részbeni előadás volt. 1846-ban, 1852-ben és 1858-ban felújították, 1844-ben előadták Pozsonyban is a Hunyadi Lászlóval, az országgyűlések alkalmából. A darab 1860-ig maradt folyamatosan műsoron, közben bemutatták Kolozsvárott is. Pesten 1860. április 28-án játszották utoljára. Egészen 2000-ig kellett várni, hogy az operát ismét színre vigyék. A millennium évében a Kolozsvári Állami Magyar Opera a gyulai várjátékok keretében belül mutatta be a darabot, majd ősszel Kolozsvárott is műsora tűzték.

## Szereplők

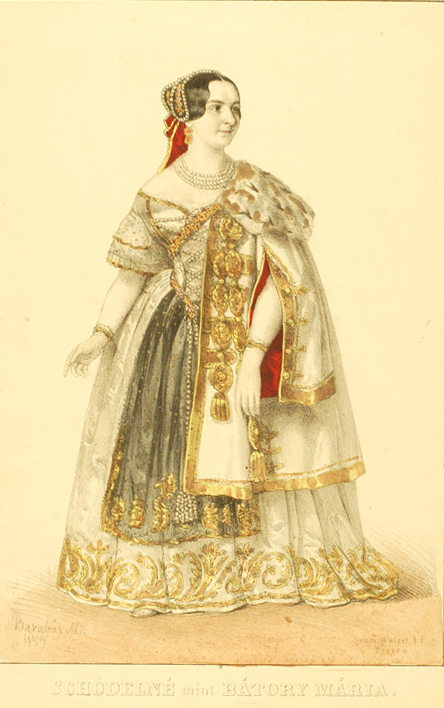
Schodelné Klein Rozália operaénekesnő Bátori Mária szerepében. Barabás Miklós rajza (1845)

| Szereplő                     | Hangfekvés         |
| ---------------------------- | ------------------ |
| Kálmán, Magyarország királya | basszus            |
| István, a fia, a trónörökös  | tenor              |
| Árvai, királyi tanácsadó     | basszus            |
| Szepelik, királyi tanácsadó  | basszus            |
| Bátori Mária, nemes hölgy    | szoprán            |
| Miklós, Mária testvére       | tenor              |
| Hírnök                       | tenor vagy basszus |
| Szepelik bizalmasa, kém      | basszus            |
| Bakó                         | basszus            |

## Cselekménye
- Helyszín: Magyarország (Buda és Leányvár)
- Idő: a 12. században

### Első felvonás
Kálmán király és udvartartása a győztes csatából hazatérő trónörökös, István királyfi fogadására készül. A király két főtanácsosa azonban gondban van, hiszen tartanak az erőskezű és határozott fiú trónra kerülésétől, és féltik a helyüket a királyi udvarban. A hazatérő Istvánnal atyja tudatja, hogy ideje újraházasodnia, mert első felesége meghalt. A herceg azonban – apja felháborodására – határozottan kiáll azért, hogy nem akar újabb érdekházasságot kötni. A két intrikus kihasználja a helyzetet, és meglepetésszerűen előtárják, hogy a királyfinak szeretője van, Bátori Mária, akitől már két fia is született. Apa és fiú haraggal válnak el, a herceg vitézeivel birtokára, Leányvárra távozik, ahol szerelmese várja. Szepelik megbízza kémét, hogy a királyfi minden lépéséről tájékoztassa. Eközben Mária otthonában szomorkodik, mert rég nem kapott hírt Istvánról. Örömére megérkezik a herceg, és megkéri a kezét. Az asszony kezdetben vonakodik, mivel ismeri az udvarban uralkodó ellenszenvet iránta, de végül igent mond, és ott helyben meg is tartják a lakodalmat.

### Második felvonás
Máriát balsejtelmek gyötrik, de István és az asszony testvére, Miklós, Mária könyörgése ellenére vadászatra indulnak, védtelenül hagyva az újdonsült feleséget. Budán a két gonosz főtanácsos meggyőzi a királyt, hogy végezze ki Máriát, mivel a méltatlan nászból született két törvénytelen fiú nem Árpád véréből való, tehát csak trónbitorlók lennének. A király birtokára indul, kihallgatni Máriát. A következő helyszín az erdő: a királyfit a víg társaságban balsejtelmek gyötrik, ezért hazaindul. A király a két tanácsossal és a bakóval megérkezik Leányvárra, maga elé rendeli Máriát. Az asszony bátran válaszol kérdéseire és visszautasítja az ellene felhozott vádakat. A király hajthatatlan, bár Mária leleplezi a két főtanácsost, az egyik kosarat kapott tőle, a másiknak balul sikerült vagyoni vitája volt Mária testvérével. A király végül Mária két fiának – unokáinak – könyörgésére megbocsát az asszonynak. Az udvaroncok mégis végrehajtják előre kigondolt tervüket: ima közben orvul leszúrják az asszonyt. A vadászatról hazatérő társaság megdöbbenve látja a haldokló Máriát, aki még el tud búcsúzni férjétől. A herceg bosszút esküszik felesége meggyilkolásáért.

## Az opera szövegkönyve
A librettónak két szép irodalmi előzménye is van. Inez de Castro alakja először Luiz Vaz de Camões (1524–1580) Luziádák című eposzában jelenik meg. A 16. századtól kezdve előfordul portugál, spanyol, olasz, francia, holland és angol tragédiákban. Julius van Soden gróf Ines de Castro című drámája 1784-ben került bemutatásra. Ennek a drámának a szövege jutott Dugonics András kezébe, aki a drámát magyar környezetbe helyezve, újraírta a darabot. A Könyves Kálmán idején játszódó darab ősbemutatója 1794-ben volt a fővárosban, majd 1838. március 1-jén a Pesti Magyar Színházban is színre került.
Ágnes, Ines és Bátori Mária is a trónörökös szeretője és gyermekeinek anyja. Amíg a herceg vadászik az uralkodó tanácsadói befolyása alatt megöleti fia szeretőjét. Ágnest boszorkányság vádjával a Dunába fojtják, Inest és Máriát pedig leszúrják.
Egressy Béni számos ponton megváltoztatta Dugonics drámáját: szereplőket hagyott el, jeleneteket vont össze, a prózát versbe öntötte. Erkelnek egyből megtetszett a librettó, és hamar hozzá is kezdett az operakomponálásához.

## Az opera zenéje
A Bátori Mária első jelenete olaszos kórustétel, amit egy verbunkos induló követ. István belépőjében szintén az olaszos hatások tükröződnek, akárcsak az első kép további zenéjében. A második képben Mária olaszos áriával köszönti Istvánt, majd egy donizettis szerelmi kettőst énekelnek. Az első fináléban egy lassú „nemzeti kar” és a teljes magyar tánc (hangszeres lassú és tutti friss) ízig-vérig magyar fogantatású.
A második felvonás női karának olaszos lassú részét egy lengyeles polacca követi, a azt követő ária és cabaletta szintén olaszos zene. Mária áriája szintén olaszos ihletésű, de a cabalettát bokázó sorvégek és a verbunkos hegedűfutamok magyarossá lényegítik át. A vadászjelenet és kórus weberi, míg a király és Mária jelenete meyerbeeri ihletésű, de Mária közbeiktatott kantilénáival és verbunkos beütéseivel ez a jelenet is magyaros színt kap.
Látható tehát, hogy Erkel már első operájában is a német-olasz-francia operaszerzőkből indult ki. Átvette azok tradicionális elemeit: bordalt, románcot, vadászkart, indulót, cabalettát stb. Átvette a harmóniai világot is, de a ritmuskészletbe igyekezett minél több magyar színt vinni. A zárt számok és a recitativók közötti határokat igyekezett elmosni a drámai folytonosság érdekében. Az énekhangok egyébként nagy kihívást jelentenek az énekesek számára: mind István magas tenorja, mind Mária soprano di agilitá stimmje  próbára teszi az őket alakítókat. A hangszerelés hatásos, a nyitány, amely a magyar szimfonikus irodalom első jelentős darabja, egységbe foglalja az opera főbb dallamait, megelőlegezve ezzel a Hunyadi nyitányát.
A darabról szóló szakirodalom elemzései nagyobbrészt megbízhatatlanok, mivel a nyomtatott partitúra megjelenéséig (2000) csak az Erkel halála utáni kurtított átdolgozások voltak csak hozzáférhetőek.

## Híres áriák, kórusművek
- Vad vész haragja ront e tájra – Mária románca (első felvonás)

## Hangfelvételek
Az opera teljes anyagát az 1950-es évek első felében vették először fel a Magyar Rádióban. Ez a felvétel azonban a partitúra erősen megcsonkított, átdolgozott verzióján alapult. Azután a nyolcvanas években Németh Amadé vezénylésével került sor egy kevésbé megrövidített, de szintén átírt szövegű műalak rögzítésére (a szöveget Fodor Ákos dolgozta át), úgyszintén a Magyar Rádió stúdiójában. Ezt a felvételt az érdeklődő operarajongók is meghallgathatták, ugyanis a rádió 1986. augusztus 8-án leadta. 2001-ben azután a kolozsvári opera vette fel az opera teljes anyagát. Ez a felvétel 2002-ben kereskedelmi forgalomban is megjelent. Ezzel a dupla CD-s kiadással folytatta a kolozsvári opera az Erkel-életmű CD kiadását.
Kálmán király-Molnár János, István-Albert Tamás, Árvai-Sárkány Kázmér, Szepelik-Martin János, Bátori Mária-Ardó Mária, Miklós-Ocsovai János, Szepelik bizalmasa-Szilágyi János. Közreműködik: a Kolozsvári Állami Magyar Opera ének- és zenekarra, vezényel: Mossóczy Vilmos. A felvétel helye és ideje: Kolozsvári Rádió, 2001. A kiadás éve: 2002. Musica Hungarica, MHA 222,2 CD, Stereo